# Магоні-Бей
Магоні-Бей (англ. Mahone Bay) — містечко в Канаді, у провінції Нова Шотландія, у складі графства Луненбург.

## Населення
За даними перепису 2016 року, містечко нараховувало 1036 осіб, показавши зростання на 9,9%, порівняно з 2011-м роком. Середня густина населення становила 332,1 осіб/км².
З офіційних мов обидвома одночасно володіли 100 жителів, тільки англійською — 870. Усього 30 осіб вважали рідною мовою не одну з офіційних.
Працездатне населення становило 50,6% усього населення, рівень безробіття — 11,5% (8,9% серед чоловіків та 14,3% серед жінок). 72,4% осіб були найманими працівниками, а 26,4% — самозайнятими.
Середній дохід на особу становив $39 169 (медіана $29 973), при цьому для чоловіків — $48 107, а для жінок $32 044 (медіани — $36 565 та $25 824 відповідно).
24,3% мешканців мали закінчену шкільну освіту, не мали закінченої шкільної освіти — 12,7%, 63% мали післяшкільну освіту, з яких 44% мали диплом бакалавра, або вищий, 10 осіб мали вчений ступінь.
| Статево-вікова структура населення | Статево-вікова структура населення | Статево-вікова структура населення | Статево-вікова структура населення | Статево-вікова структура населення |
| ---------------------------------- | ---------------------------------- | ---------------------------------- | ---------------------------------- | ---------------------------------- |
|                                    |                                    |                                    |                                    |                                    |
| Всього                             | Всього                             | 43,5%56,5%                         |                                    |                                    |
| 0 — 14 років                       | 0 — 14 років                       |                                    | 10,6%                              | 10,6%                              |
| 15 — 64 років                      | 15 — 64 років                      |                                    | 51,7%                              | 51,7%                              |
| 65 і більше                        | 65 і більше                        |                                    | 37,7%                              | 37,7%                              |
| 85 і більше                        | 85 і більше                        |                                    | 7,7%                               | 7,7%                               |
| 100 і більше                       | 100 і більше                       |                                    | 0,5%                               | 0,5%                               |
| Середній вік (років)               | Середній вік (років)               | 50,555,7                           | 53,4                               | 53,4                               |
| Медіана (років)                    | Медіана (років)                    | 55,859,8                           | 57,7                               | 57,7                               |
| — чоловіки — жінки                 |                                    |                                    |                                    |                                    |

| Походження мешканців:     | Походження мешканців:     | Походження мешканців: | Походження мешканців: | Походження мешканців: |
| ------------------------- | ------------------------- | --------------------- | --------------------- | --------------------- |
| Походження                |                           |                       | осіб                  | %                     |
| Корінні американці        | Корінні американці        |                       | 0                     | 0%                    |
| Інше північноамериканське | Інше північноамериканське |                       | 230                   | 23.71%                |
| Європейське               | Європейське               |                       | 840                   | 86.6%                 |
| британське                | британське                |                       | 625                   | 64.43%                |
| французьке                | французьке                |                       | 150                   | 15.46%                |
| українське                | українське                |                       | 10                    | 1.03%                 |
| Африканське               | Африканське               |                       | 10                    | 1.03%                 |
| Азійське                  | Азійське                  |                       | 15                    | 1.55%                 |
| Океанійське               | Океанійське               |                       | 15                    | 1.55%                 |

| Зайнятість населення за галузями (за класифікацією NOC): | Зайнятість населення за галузями (за класифікацією NOC): | Зайнятість населення за галузями (за класифікацією NOC): | Зайнятість населення за галузями (за класифікацією NOC): | Зайнятість населення за галузями (за класифікацією NOC): |
| -------------------------------------------------------- | -------------------------------------------------------- | -------------------------------------------------------- | -------------------------------------------------------- | -------------------------------------------------------- |
|                                                          |                                                          |                                                          |                                                          |                                                          |
| Управління                                               | Управління                                               |                                                          | 17,4%                                                    | 17,4%                                                    |
| Бізнес, фінанси та адміністрування                       | Бізнес, фінанси та адміністрування                       |                                                          | 14%                                                      | 14%                                                      |
| Природничі та прикладні науки                            | Природничі та прикладні науки                            |                                                          | 3,5%                                                     | 3,5%                                                     |
| Охорона здоров'я                                         | Охорона здоров'я                                         |                                                          | 9,3%                                                     | 9,3%                                                     |
| Освіта, правозахист, муніципальні та урядові служби      | Освіта, правозахист, муніципальні та урядові служби      |                                                          | 4,7%                                                     | 4,7%                                                     |
| Мистецтво, культура, відпочинок та спорт                 | Мистецтво, культура, відпочинок та спорт                 |                                                          | 2,3%                                                     | 2,3%                                                     |
| Роздрібна торгівля та послуги                            | Роздрібна торгівля та послуги                            |                                                          | 29,1%                                                    | 29,1%                                                    |
| Гуртова торгівля, транспорт та обладнання                | Гуртова торгівля, транспорт та обладнання                |                                                          | 14%                                                      | 14%                                                      |
| Природні ресурси, сільське господарство                  | Природні ресурси, сільське господарство                  |                                                          | 2,3%                                                     | 2,3%                                                     |
| Виробництво                                              | Виробництво                                              |                                                          | 5,8%                                                     | 5,8%                                                     |

## Клімат
Середня річна температура становить 6,9°C, середня максимальна – 22,9°C, а середня мінімальна – -10,6°C. Середня річна кількість опадів – 1 455 мм.
| Клімат поселення                              | Клімат поселення | Клімат поселення | Клімат поселення | Клімат поселення | Клімат поселення | Клімат поселення | Клімат поселення | Клімат поселення | Клімат поселення | Клімат поселення | Клімат поселення | Клімат поселення | Клімат поселення |
| Показник                                      | Січ.             | Лют.             | Бер.             | Квіт.            | Трав.            | Черв.            | Лип.             | Серп.            | Вер.             | Жовт.            | Лист.            | Груд.            |                  |
| Середній максимум, °C                         | 0,56             | 0,75             | 4,84             | 10,26            | 15,85            | 20,73            | 22,90            | 22,71            | 18,43            | 13,03            | 8,28             | 2,30             |                  |
| Середня температура, °C                       | −5               | −4,79            | −0,72            | 4,71             | 10,30            | 15,17            | 18,80            | 18,63            | 14,35            | 8,93             | 4,20             | −1,79            |                  |
| Середній мінімум, °C                          | −10,55           | −10,33           | −6,27            | −0,83            | 4,76             | 9,62             | 14,71            | 14,55            | 10,26            | 4,84             | 0,10             | −5,89            |                  |
| Норма опадів, мм                              | 139              | 117              | 140              | 116              | 120              | 100              | 92               | 94               | 108              | 127              | 158              | 144              |                  |
| Середньомісячна швидкість вітру, м/с          | 4.57             | 4.57             | 4.55             | 4.35             | 3.86             | 3.63             | 3.23             | 3.23             | 3.61             | 4.19             | 4.34             | 4.66             |                  |
| Середньомісячна сонячна радіація, кДж/м²·день | 5210             | 8352             | 12225            | 15126            | 18130            | 20446            | 20269            | 18036            | 13805            | 8954             | 5272             | 4087             |                  |
| --------------------------------------------- | ---------------- | ---------------- | ---------------- | ---------------- | ---------------- | ---------------- | ---------------- | ---------------- | ---------------- | ---------------- | ---------------- | ---------------- | ---------------- |
| Джерело:                                      |                  |                  |                  |                  |                  |                  |                  |                  |                  |                  |                  |                  |                  |